# Letterstedtska föreningen
Letterstedtska föreningen är en nordisk organisation med svenskt statligt stöd, som grundades 1875 i Sverige för att verka för gemenskap mellan de nordiska länderna avseende industri, vetenskap och konst. Föreningen utger Nordisk tidskrift för vetenskap, konst och industri.
Letterstedtska föreningen grundades postumt av Jacob Letterstedt (1796–1862) som gett den dess namn. Han hade gjort sig en förmögenhet, och vid slutet av sitt liv ville han bilda en förening för nordisk samverkan. Han testamenterade därför 452 825 kronor till föreningen, och gav Peter Fredrik Wahlberg, Carl Johan Malmsten samt Fredrik Ferdinand Carlson i uppdrag att utforma dess stadgar.
Huvudstyrelsen finns sedan starten i Stockholm. Till en början fanns det bara två avdelningar till, i Danmark och Norge, men numera finns även avdelningar i Finland och på Island.
En av Letterstedts önskningar var att föreningen skulle starta en tidskrift. Rudolf Tengberg utsågs 1876 till huvudredaktör med två medredaktörer i Danmark och Norge. Eftersom Tengberg avled året därpå hann han aldrig se första numret av Nordisk tidskrift för vetenskap, konst och industri. Första numret utkom 1878, med Claes Annerstedt som chefredaktör. Han efterträddes sedermera av Oscar Montelius. Tidskriften utkommer numera med fyra nummer per år.
Föreningen delar sedan 1981 ut Letterstedts nordiska förtjänstmedalj, ofta benämnd Letterstedts medalj, för "särskilt framträdande insats för att främja det nordiska samarbetet". Dessutom delar Kungliga Vetenskapsakademien ut Letterstedtska priset i olika klasser, bland annat Letterstedtska föreningens nordiska översättarpris. Även om alla klasser av Letterstedtska priset rent formellt delas ut av Kungliga Vetenskapsakademien har de alla sin grund i generalkonsul Jacob Letterstedts ursprungliga donation.
Sporadiskt anordnar föreningen även seminarier.
Ordförande för svenska huvudstyrelsen är Björn von Sydow.